# Oostenrijk op de Olympische Zomerspelen 2016
Oostenrijk nam deel aan de Olympische Zomerspelen 2016 in Rio de Janeiro, Brazilië. De selectie bestond uit 71 atleten, actief in 22 sportdisciplines. Tijdens de openingsceremonie droeg tafeltennisster Liu Jia, voor wie het de vijfde Spelen waren, de Oostenrijkse vlag. Bij de sluitingsceremonie droegen zeilers Tanja Frank en Thomas Zajac, de winnaars van de enige medaille deze editie, gezamenlijk de vlag. Het was een verbetering ten opzichte van vier jaar eerder, toen Oostenrijk geen enkele medaille won.

## Medailleoverzicht
| Sport  | Olympiër                 | Onderdeel          | Medaille |
| ------ | ------------------------ | ------------------ | -------- |
| Zeilen | Tanja Frank Thomas Zajac | Nacra-17 (gemengd) | Brons    |

## Deelnemers en resultaten
(m) = mannen, (v) = vrouwen 

### Atletiek
| Olympiër             | Discipline       | Resultaat | Prestatie |
| -------------------- | ---------------- | --------- | --- |
| Lukas Weißhaidinger  | discuswerpen (m) | 6e        | kwalificatie groep A: 2de met 65,86m finale: 6de met 64,95m |
| Dominik Distelberger | tienkamp (m)     | 19e       | 100m: 14de in 10,84 verspringen: 15de met 7,33m kogelstoten: 26ste met 13,40m hoogspringen: 27ste met 1,89m 400m: 10de in 48,61 110m horden: 11de in 14,39 discuswerpen: 24ste met 38,09m polsstokhoogspringen: 14de met 4,80m speerwerpen: 14de met 61,83m 1500m: 12de in 4.33,47 totaal: 7954 punten |
|                      |                  |           | |
| Jennifer Wenth       | 5000m (v)        | 16e       | serie 2: 14de in 16.07,02 finale: 16de in 15.56,11 |
| Beate Schrott        | 100m horden (v)  | 45e       | serie 2: 8ste in 13,47 |
| Andrea Mayr          | marathon (v)     | 64e       | 2:41.52 |
| Ivona Dadic          | zevenkamp (v)    | 21e       | 100m horden: 23ste in 13,84 hoogspringen: 14de met 1,77m kogelstoten: 17de met 13,43m 200m: 15de met 24,60m verspringen: 23ste met 6,05m speerwerpen: 16de met 46,08m 800m: 16de in 2.15,64 totaal: 6155 punten                                                                                        |

### Badminton
| Olympiër            | Discipline    | Resultaat | Prestatie                                                                                             |
| ------------------- | ------------- | --------- | --- |
| David Obernorsterer | enkelspel (m) | 14e       | groep E: 4de V van CHN Lin: 5–21, 11–21 V van VIE Nguyễn: 18–21, 14–21 V van RUS Malkov: 11–21, 10–21 |
|                     |               |           | |
| Elisabeth Baldauf   | enkelspel (v) | 14e       | groep N: 3de V van TPE Tai: 11–21, 9–21 V van RUS Perminova: 17–21, 8–21                              |

### Boogschieten
| Olympiër          | Discipline      | Resultaat | Prestatie                                                             |
| ----------------- | --------------- | --------- | --------------------------------------------------------------------- |
| Laurence Baldauff | individueel (v) | 33e       | plaatsingsronde: 41ste met 619 punten 1ste ronde: V van IND Davi: 2–6 |

### Gewichtheffen
| Olympiër           | Discipline | Resultaat | Prestatie                                                    |
| ------------------ | ---------- | --------- | ------------------------------------------------------------ |
| Sargis Martirosjan | –105kg (m) | 11e       | trekken: 10de met 179kg stoten: 11de met 210kg totaal: 389kg |

### Golf
| Olympiër         | Discipline | Resultaat | Prestatie                 |
| ---------------- | ---------- | --------- | ------------------------- |
| Bernd Wiesberger | mannen     | 11e       | 278 punten: (74-67-69-68) |
|                  |            |           |                           |
| Christine Wolf   | vrouwen    | 43e       | 293 punten: (71-69-77-76) |

### Gymnastiek
| Olympiër       | Discipline               | Resultaat | Prestatie |
| Ritmisch       | Ritmisch                 | Ritmisch  | Ritmisch |
| -------------- | ------------------------ | --------- | --- |
| Nicol Ruprecht | individueel (v)          | 20e       | kwalificatie: 20ste hoepel: 20ste met 16,833 punten bal: 22ste met 16,666 punten knotsen: 19de met 17,166 punten lint: 13de met 17,033 punten totaal: 67,698 punten |
| Lisa Ecker     | meerkamp individueel (v) | 43e       | kwalificaties sprong: 14,100 brug: 12,200 balk: 13,400 vloer: 13,266 totaal: 52,966 (43e)                                                                           |

### Judo
| Olympiër               | Discipline | Resultaat | Prestatie |
| ---------------------- | ---------- | --------- | --- |
| Ludwig Paischer        | –60kg (m)  | 17e       | 1ste ronde: vrij 2de ronde: V van ARM Davtyan: ippon |
| Daniel Allerstorfer    | +100kg (m) | 17e       | 1ste ronde: V van RUS Sajdov: waza-ari |
|                        |            |           | |
| Sabrina Filzmoser      | –57kg (v)  | 17e       | 1ste ronde: V van GBR Smythe-Davis: waza-ari |
| Kathrin Unterwurzacher | –63kg (v)  | 7e        | 1ste ronde: vrij 2de ronde: W van ECU García: waza-ari kwartfinale: V van JPN Tashiro: yuko herkansingen: V van NED van Emden: yuko                                       |
| Bernadette Graf        | –70kg (v)  | 5e        | 1ste ronde: vrij 2de ronde: W van BRA Portela: shido kwartfinale: V van GER Koch: ippon herkansingen: W van CAN Zupancic: waza-ari bronzen finale: V van GBR Conway: yuko |

### Kanovaren
| Olympiër                          | Discipline   | Resultaat | Prestatie |
| Slalom                            | Slalom       | Slalom    | Slalom |
| --------------------------------- | ------------ | --------- | --- |
| Mario Leitner                     | K-1 (m)      | 13e       | voorronde: 15de run 1: 12de in 93,29 run 2: 13de in 93,89 halve finale: 13de in 100,25                        |
|                                   |              |           | |
| Corinna Kuhnle                    | K-1 (v)      | 5e        | voorronde: 12de run 1: 9de in 109,63 run 2: 10de in 107,02 halve finale: 1ste in 101,54 finale: 5de in 104,75 |
| Sprint                            |              |           | |
| Viktoria Schwarz                  | K-1 200m (v) | 21e       | serie 3: 5de in 42,847 halve finale 2: 7de in 43,072                                                          |
| Ana Roxana Lehaci Yvonne Schuring | K-2 500m (v) | 11e       | serie 2: 6de in 1.46,429 halve finale 1: 4de in 1.44,462 finale B: 5de in 1.48,834                            |

### Paardensport
| Olympiër             | Discipline  | Resultaat | Prestatie                     |
| -------------------- | ----------- | --------- | ----------------------------- |
| Victoria Max-Theurer | individueel | 33e       | Grand Prix: 33ste met 71,129% |

### Roeien
| Olympiër                    | Discipline             | Resultaat | Prestatie |
| --------------------------- | ---------------------- | --------- | --- |
| Bernhard Sieber Paul Sieber | lichte dubbel-twee (m) | 12e       | serie 2: 4de in 6.43,37 herkansingen: 2de in 7.06,41 halve finale 2: 6de in 6.53,62 finale B: 6de in 6.32,19 |
|                             |                        |           | |
| Magdalena Lobnig            | skiff (v)              | 6e        | serie 5: 1ste in 8.26,83 kwartfinale 2: 3de in 7.35,37 halve finale 2: 3de in 7.45,48 finale: 6de in 7.34,86 |

### Schermen
| Olympiër   | Discipline | Resultaat | Prestatie                          |
| ---------- | ---------- | --------- | ---------------------------------- |
| René Pranz | floret (m) | 33e       | 1ste ronde: V van BRA Toldo: 14–15 |

### Schietsport
| Olympiër            | Discipline                 | Resultaat | Prestatie                                                                   |
| ------------------- | -------------------------- | --------- | --------------------------------------------------------------------------- |
| Gernot Rumpler      | 10m luchtgeweer (m)        | 32e       | kwalificatie: 32ste met 620,4 punten (103,7-102,6-101,2-104,6-103,8-104,5)  |
| Alexander Schmirl   | 10m luchtgeweer (m)        | 15e       | kwalificatie: 15de met 623,7 punten (104,5-104,9-104,1-104,1-103,8-102,3)   |
| Gernot Rumpler      | 50m drie houdingen (m)     | 36e       | kwalificatie: 36ste met 1161 punten (385-394-382)                           |
| Alexander Schmirl   | 50m drie houdingen (m)     | 17e       | kwalificatie: 17de met 1170 punten (386-396-388)                            |
| Thomas Mathis       | 50m liggend (m)            | 17e       | kwalificatie: 17de met 622,4 punten (103,3-102,9-104,5-103,2-104,2-104,3)   |
| Alexander Schmirl   | 50m liggend (m)            | 24e       | kwalificatie: 24ste met 621,4 punten (103,1-103,5-104,5-106,0-101,3-103,0)  |
| Sebastian Kuntschik | skeet (m)                  | 25e       | kwalificatie: 25ste met 116 punten (22-22-24-24-24)                         |
|                     |                            |           |                                                                             |
| Olivia Hofmann      | 10m luchtgeweer (v)        | 10e       | kwalificatie: 10de met 415,7 punten (103,4-102,7-104,9-104,7)               |
| Olivia Hofmann      | 50m geweer 3 houdingen (v) | 5e        | kwalificatie: 3de met 586 punten (199-198-189) finale: 5de met 424,5 punten |

### Schoonspringen
| Olympiër         | Discipline   | Resultaat | Prestatie                          |
| ---------------- | ------------ | --------- | ---------------------------------- |
| Constantin Blaha | 3m plank (m) | 27e       | voorronde: 27ste met 351,95 punten |

### Synchroonzwemmen
| Olympiër                              | Discipline | Resultaat | Prestatie |
| ------------------------------------- | ---------- | --------- | --- |
| Anna-Maria Alexandri Eirini Alexandri | duet       | 12e       | kwalificatie: 12de technische routine: 11de met 85,0637 punten vrije routine: 12de met 85,2667 punten finale: 12de vrije routine: 12de met 85,5333 punten totaal: 170,5970 punten |

### Tafeltennis
| Olympiër                                   | Discipline    | Resultaat | Prestatie |
| ------------------------------------------ | ------------- | --------- | --- |
| Stefan Fegerl                              | enkelspel (m) | 17e       | voorronde: vrij 1ste ronde: vrij 2de ronde: vrij 3de ronde: V van JPN Niwa: 1–4 (7-11, 8-11, 9-11, 11-4, 5-11)                                                                   |
| Robert Gardos                              | enkelspel (m) | 33e       | voorronde: vrij 1ste ronde: vrij 2de ronde: V van ROU Ionescu: 1–4 (9-11, 11-5, 10-12, 14-16, 7-11)                                                                              |
| Stefan Fegerl Robert Gardos Daniel Habeson | team (m)      | 5e        | 1ste ronde: W van Portugal: 3–1 kwartfinale: V van Duitsland: 12-3 |
|                                            |               |           | |
| Liu Jia VO                                 | enkelspel (v) | 9e        | voorronde: vrij 1ste ronde: vrij 2de ronde: vrij 3de ronde: W van NED Jiao: 4–1 (7-11, 11-8, 15-13, 11-9, 11-5) 4de ronde: V van SIN Tianwei: 1–4 (6-11, 6-11, 7-11, 11-6, 4-11) |
| Sofia Polcanova                            | enkelspel (v) | 33e       | voorronde: vrij 1ste ronde: vrij 2de ronde: V van AUS Fang: 2–4 (8-11, 7-11, 4-11, 11-6, 12-10, 7-11)                                                                            |
| Li Qiangbing Liu Jia VO Sofia Polcanova    | team (v)      | 5e        | 1ste ronde: W van Nederland: 3–1 kwartfinale: V van Japan: 0–3 |

### Tennis
| Olympiër                     | Discipline     | Resultaat | Prestatie |
| ---------------------------- | -------------- | --------- | --- |
| Oliver Marach Alexander Peya | dubbelspel (m) | 5e        | 1ste ronde: W van BLR Bury/Mirni: 7–6(4), 7–5 2de ronde: W van Verenigde Staten Baker/Ram: 6–4, 6–7 (2), 6–3 kwartfinale: V van ESP López/Nadal: 3–6, 1–6 |

### Triatlon
| Olympiër        | Discipline | Resultaat | Prestatie                      |
| --------------- | ---------- | --------- | ------------------------------ |
| Thomas Springer | mannen     | 47e       | 1:55.14                        |
|                 |            |           |                                |
| Julia Hauser    | vrouwen    | DNF       | zwemmen: 22:08 wielrennen: LAP |
| Sara Vilic      | vrouwen    | 37e       | 2:03.10                        |

### Volleybal
| Olympiër                        | Discipline | Resultaat | Prestatie |
| Beach                           | Beach      | Beach     | Beach |
| ------------------------------- | ---------- | --------- | --- |
| Clemens Doppler Alexander Horst | mannen     | 9e        | groep A: 3de V van ITA Carambula/Ranghieri: 14–21, 13–21 W van BRA Cerutti/Schmidt: 23–21, 16–21, 15–13 W van CAN Binstock/Schachter: 21–19, 16–21, 15–8 2de ronde: V van CUB Díaz/González: 17–21, 14–21                 |
| Alexander Huber Robin Seidl     | mannen     | 9e        | groep F: 3de V van ESP Gavira/Pablo Herrera: 21–14, 17–21, 13–15 W van Verenigde Staten Gibb/Patterson: 21–18, 21–18 V van QAT Jefferson/Cherif: 21–18, 19–21, 12–15 2de ronde: V van USA Dalhausser/Lucena: 14–21, 15–21 |

### Wielersport
| Olympiër           | Discipline       | Resultaat    | Prestatie    |
| Mountainbike       | Mountainbike     | Mountainbike | Mountainbike |
| ------------------ | ---------------- | ------------ | ------------ |
| Alexander Gehbauer | mannen           | 46e          | 4:02.07      |
| Georg Preidler     | tijdrit (m)      | 16e          | 1:16.02,36   |
| Stefan Denifl      | wegwedstrijd (m) | DNF          | DNF          |
| Georg Preidler     | wegwedstrijd (m) | 44e          | 6:29.42      |
|                    |                  |              |              |
| Martina Ritter     | wegwedstrijd (v) | 46e          | 4:02.07      |

### Worstelen
| Olympiër         | Discipline     | Resultaat      | Prestatie                                                                                     |
| Grieks-Romeins   | Grieks-Romeins | Grieks-Romeins | Grieks-Romeins                                                                                |
| ---------------- | -------------- | -------------- | --------------------------------------------------------------------------------------------- |
| Amer Hrustanović | –85kg (m)      | 10e            | kwalificatie: vrij 1ste ronde: W van FIN Hietaniemi: 3–1 kwartfinale: V van BLR Hamzatov: 0–4 |

### Zeilen
| Olympiër                             | Discipline   | Resultaat | Prestatie                                     |
| ------------------------------------ | ------------ | --------- | --------------------------------------------- |
| Florian Reichstädter Matthias Schmid | 470 (m)      | 9e        | 87 punten: (3-9-6-9-16-2-13-14-17-1-14)       |
| Nico Delle-Karth Nikolaus Resch      | 49er (m)     | 12e       | 116 punten: (17-6-10-18-3-14-3-14-21-4-11-16) |
|                                      |              |           |                                               |
| Jolanta Ogar Lara Vadlau             | 470 (v)      | 9e        | 92 punten: (3-12-12-5-6-1-5-16-21-14-18)      |
|                                      |              |           |                                               |
| Thomas Zajac VS Tanja Frank VS       | Nacra 17 (g) | Brons     | 78 punten: (12-3-12-6-9-8-8-3-4-10-4-5-6)     |

### Zwemmen
| Olympiër           | Discipline           | Resultaat | Prestatie                 |
| ------------------ | -------------------- | --------- | ------------------------- |
| Felix Auböck       | 200m vrije slag (m)  | 18e       | 'serie 3: 1ste in 1.47,24 |
| Felix Auböck       | 400m vrije slag (m)  | 25e       | serie 6: 8ste in 3.49,35  |
| David Brandl       | 400m vrije slag (m)  | 40e       | serie 3: 5de in 3.54,49   |
| Felix Auböck       | 1500m vrije slag (m) | 42e       | serie 4: 8ste in 15.36,24 |
|                    |                      |           |                           |
| Birgit Koschischek | 50m vrije slag (v)   | 39e       | serie 8: 6de in 25,58)    |
| Lena Kreundl       | 200m wisselslag (v)  | 30e       | serie 3: 6de in 2.15,71   |
| Lisa Zaiser        | 200m wisselslag (v)  | 26e       | serie 4: 8ste in 2.15,23  |
| Jördis Steinegger  | 400m wisselslag (v)  | 29e       | serie 1: 3de in 4.47,84   |